# Camelford
Camelford est une ville dans le nord-est des Cornouailles, au Royaume-Uni. 

## Personnalités liées à la ville
- Liane Collot d'Herbois (1907-1999), artiste peintre anthroposophe, y est née ;
- Samuel Wallis (1728-1795), navigateur et explorateur britannique, y est né.